# 敦提 (佛罗里达州)
敦提（英語：Dundee），是美国佛罗里达州波爾克縣下属的一座城镇。建立于1925年。面积约为11.2平方公里（约合4.3平方英里）。根据2010年美国人口普查，该市有人口3,717人。论人口在本州排行第236。